# Visitación con los santos Nicolás y Antonio

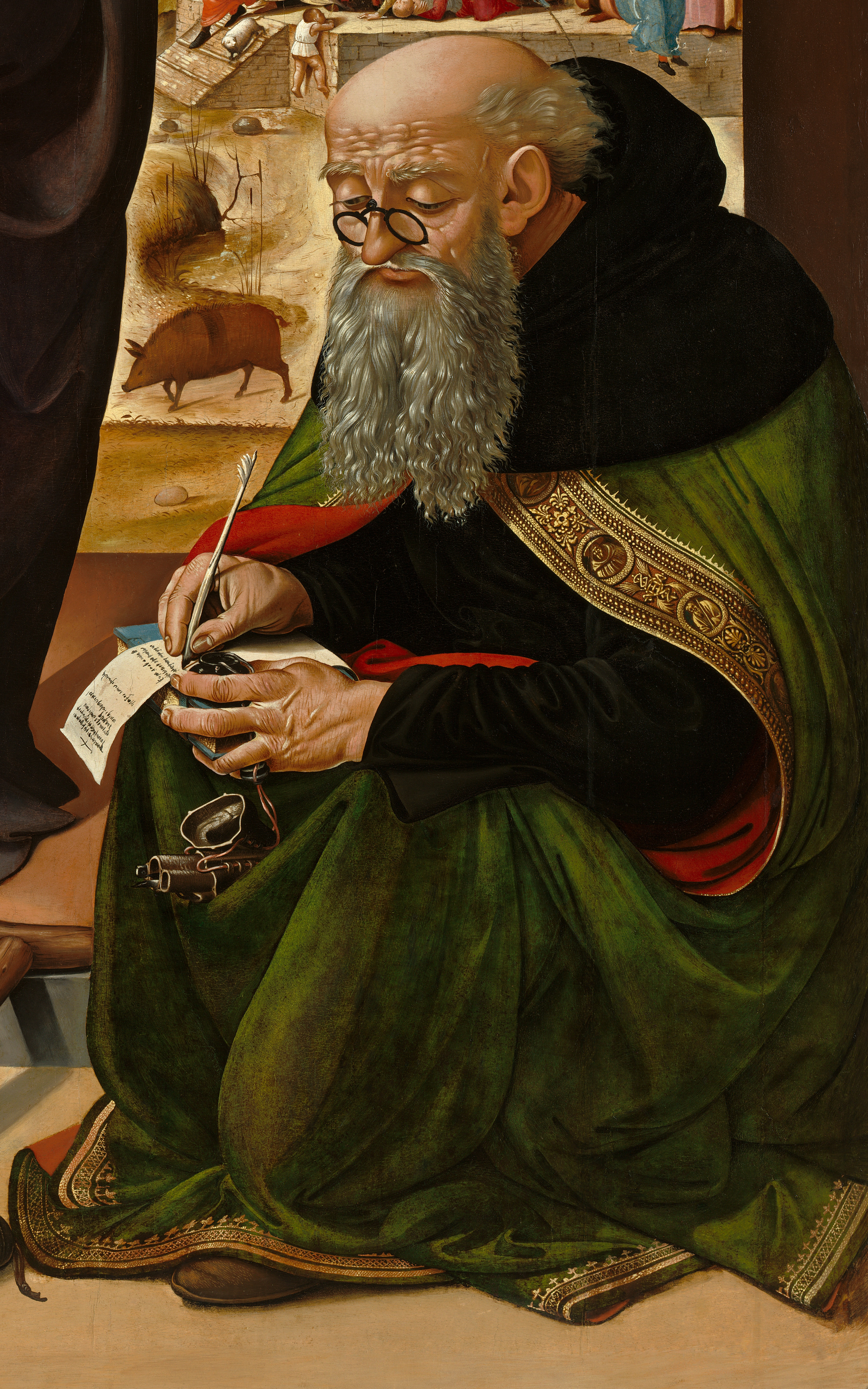
Detalle, san Antonio Abad.

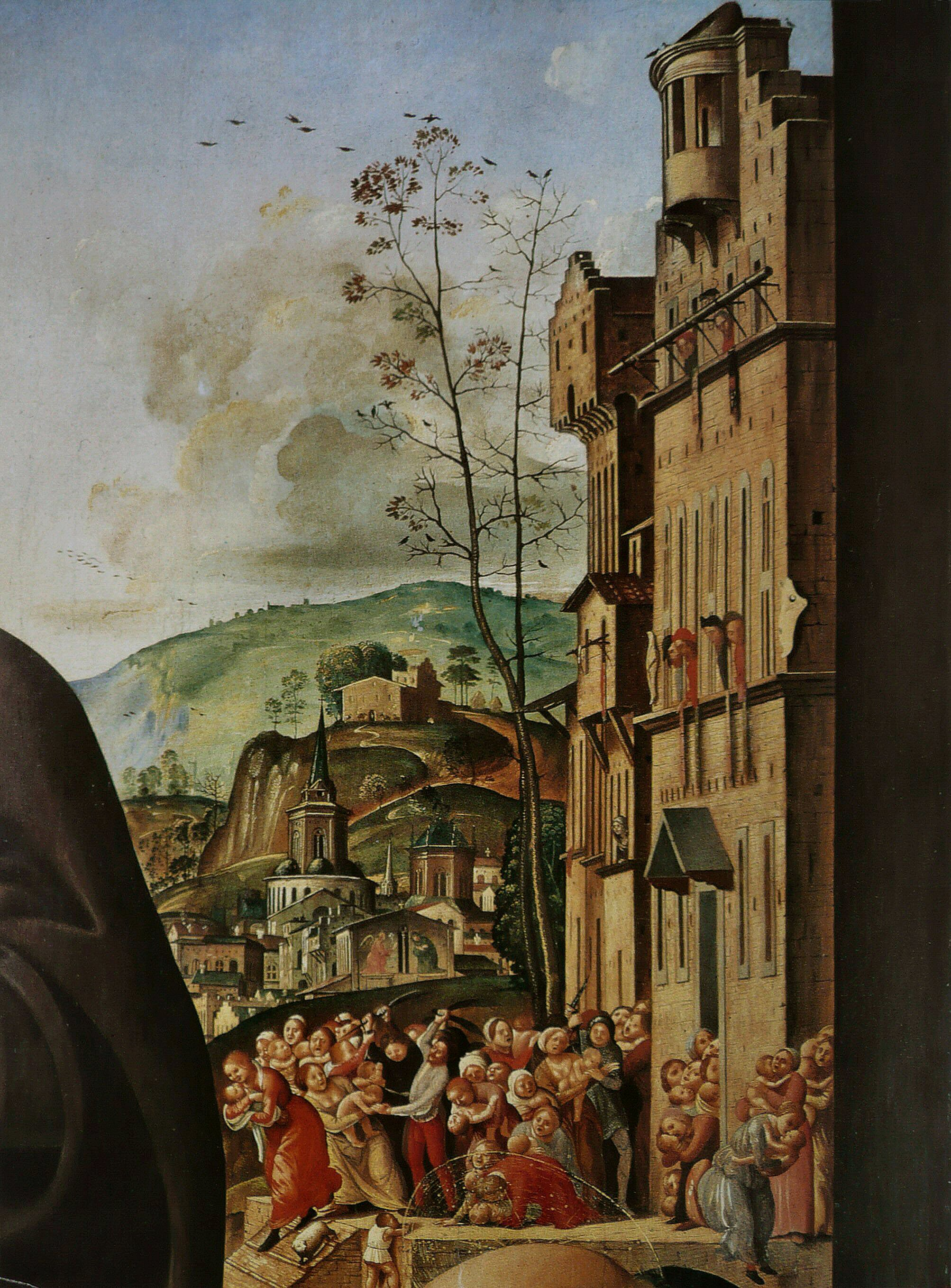
Detalle, Matanza de los inocentes y pasaje con la Anunciación pintada en la pared de una capilla al fondo.

La Visitación con los santos Nicolás y Antonio es un óleo sobre tabla de 184 x 189 cm de Piero di Cosimo, datado hacia 1490 aproximadamente y conservado en la Galería Nacional de Arte de Washington.

## Historia
La obra estaba destinada a la Capilla de San Nicolás en la basílica del Santo Spirito de Florencia, patrocinada por la familia Capponi, y fue encargada entre 1489 y 1490. La obra es descrita ampliamente por Vasari en su Vite.
En 1713 se decidió trasladarla de la villa Capponi a Legnaia, donde la vio y compró Frederick West hacia 1850, que la llevó a su Chirk Castle, en Clwyd, Gales. Sus descendientes la vendieron hacia 1891 y finalmente acabaría en la galería de los Duveen Brothers de Nueva York, que en 1937 la vendieron a Samuele H. Kress, cuyas colecciones son uno de los núcleos fundamentales del museo estadounidense, al que fue donada en 1939.

## Descripción y estilo
La escena central de la tabla representa el encuentro de la Virgen María y su prima la anciana santa Isabel, futura madre de Juan el Bautista, ambas milagrosamente embarazadas. Sus figuras se alzan en el centro, intercambiando una intensa mirada llena de conciencia de los respectivos destinos de sus hijos por nacer, con un natural intercambio de gestos: un apretón de manos y el inicio de un abrazo.
A los lados sentados en el piso, formando una composición piramidal, se encuentran los santos Nicolás de Bari, reconocible por el atributo de las esferas de oro, y Antonio Abad, con la campana, el bastón y el cerdo al fondo. Estos aparecen en el acto de leer y escribir respectivamente y parecen hacer de testigos indirectos del evento; Antonio luce un par de quevedos. Cariñosa es la descripción de los detalles en primer plano, derivada de una avanzada compenetración del arte flamenco.
Al fondo a los lados se encuentran dos bloques de edificios, más allá de los cuales se desarrollan algunas fantasiosas formaciones rocosas, donde se ambientan algunas escenas secundarias: la Anunciación pintada sobre un muro de una iglesia remota, la Adoración de los Pastores desarrollándose ante la puerta del edificio de la izquierda y la Matanza de los Inocentes ante el de la derecha.
El acentuado realismo de la obra tiene su origen en el arte flamenco, en boga en la Florencia del momento. La composición de Piero, con un grupo central principal y un santo a cada lado, recuerda a los trípticos tradicionales. En cambio, su calidad piramidal, con los santos que forman la base y la cabeza de María e Isabel como vértice, refleja la influencia de los recientes trabajos de Leonardo da Vinci.
Escribió Fanny Knapp Allen sobre la pintura: «A través del estudio de la pintura de los Países Bajos alcanza una finura de detalle que ningún otro florentino ha logrado jamás. Es quizás uno de los cuadros más característicos del periodo juvenil del pintor. [...] Cada arruga, cada pelo del rostro y de las manos de los dos santos sentados en primer plano, perfectamente caracterizados, fueron ejecutados con un cuidado y un amor que asombran en un florentino. Es admirable que la disposición de Piero hacia el dato sensible sea tan cercana a la de los nórdicos. [...] Las dos mujeres se miran a los ojos, como si fueran conscientes del destino que las espera [...] y mientras María, en un acto de saludo y para apaciguar la emoción de la otra, pone la mano izquierda sobre el hombro de la anciana Isabel, ella levanta la mano, asombrada de que la Madre del Señor haya venido a ella [...] están ligadas en modo estrechísimo, expresando participación interior y un tranquilo abandono a su destino. Psicológicamente, es la más bonita Visitación nunca pintada en Florencia.»

## Otros proyectos
- Wikimedia Commons contiene imágenes y otros archivos de Visitazione con i santi Nicola e Antonio